# Sherbrooke
Sherbrooke é uma cidade localizada na província canadense de Quebec, situada na confluência dos rios Magog e Saint-François. Ela se encontra à 140 km ao leste de Montreal e a 50 km ao norte da fronteira com os Estados Unidos. Sherbrooke é o principal centro econômico, cultura e institucional da região de Estrie, de onde vem seu apelido de "a rainha da comuna do leste". A sua área é de 353 km², sua população é de 162 163 habitantes (2015), e sua densidade populacional é de 451 hab/km² (segundo o censo canadense de 2015). É a 4º maior região metropolitana do Québec e a 20ª do Canadá.
Sherbrooke é um pólo universitário importante, com oito instituições de ensino superior e mais de 40 000 estudantes. Sua proporção de estudantes universitários é de 10,32 por 100 habitantes, sendo a maior no Quebec.
Desde o século XIX, a cidade é também um centro de manufatura importante na região. Atualmente, a cidade conta com um crescente setor terciário.
A cidade foi fundada em 1802, e incorporada em 1852. Em 1991, a cidade possuía 76 431 habitantes.
A região é famosa pelo terreno acidentado, banhada por inúmeros lagos e rios. Sua arquitetura é fortemente influenciada pela região da Nova Inglaterra. Há algumas estações de esqui próximas da cidade e também outras atrações turísticas

## Toponímia
Originalmente conhecida pelo nome Hyatt's Mill, ela foi nomeada pelo militar Sir John Coape Sherbrooke, que fora governador da Nova Escócia entre 1812 e 1816.

## Clima
Sherbrooke tem um clima continental úmida. Segunda a classificação de Köppen, o clima é do tipo Dfc. Contrastes sazonais importantes atingem a região, tendo as mínimas na casa do -17 ºC e as máximas em 24 ºC. As chuvas são abundantes durante todo o ano.
| Mês                                   | jan        | fev       | mar        | abr        | mai       | jun       | jul       | ago       | set       | out        | nov        | dez        | ano       |
| ------------------------------------- | ---------- | --------- | ---------- | ---------- | --------- | --------- | --------- | --------- | --------- | ---------- | ---------- | ---------- | --------- |
| Temperatura mínima média (°C)         | −18        | −16,7     | −9,9       | −1,7       | 4         | 8,8       | 11,4      | 10,4      | 5,6       | 0,3        | −4,7       | −13,5      | −2        |
| Temperatura média (°C)                | −11,9      | −10,4     | −3,9       | 4,1        | 11,1      | 15,5      | 18,1      | 16,9      | 12        | 6,1        | −0,2       | −8,1       | 4,1       |
| Temperatura máxima média (°C)         | −5,7       | −3,9      | 2,1        | 9,9        | 18,1      | 22,1      | 24,7      | 23,3      | 18,3      | 11,9       | 4,4        | −2,7       | 10,2      |
| Recorde de frio (°C) data do recorde  | −38,3 1973 | −40 1979  | −33,4 1982 | −21,1 1972 | −6,7 1966 | −2,2 1965 | 0,5 1982  | −1,7 1965 | −7,4 1980 | −13,3 1972 | −25,5 1978 | −37,8 1980 | −40 1979  |
| Recorde de calor (°C) data do recorde | 12,8 1973  | 17,1 1981 | 23 1977    | 30 1976    | 31,6 1979 | 32,6 1988 | 33,7 1983 | 32,8 1975 | 31,1 1973 | 27,8 1970  | 22,2 1982  | 17,8 1964  | 33,7 1983 |
| Ensolação (h)                         | 86,1       | 110       | 138,1      | 156,3      | 210,1     | 235,4     | 262,1     | 231,6     | 163,2     | 115,9      | 72,7       | 68,3       | 1 849,8   |
| Precipitação (mm)                     | 78,8       | 61,7      | 78,8       | 79,8       | 96,8      | 110,8     | 117,8     | 130       | 104,7     | 92,8       | 98,5       | 93,8       | 1 114,1   |
| que chove (mm)                        | 19         | 16        | 32,2       | 57,7       | 96,5      | 110,8     | 117,8     | 130       | 104,7     | 90,2       | 65,4       | 33,8       | 873,9     |
| que neva (cm)                         | 68,7       | 51,4      | 49,1       | 22,4       | 0,3       | 0         | 0         | 0         | 0         | 2,8        | 33,5       | 66         | 294,3     |
| Número de dias com precipitação       | 3,7        | 3,4       | 6,5        | 11,1       | 14,6      | 14,8      | 14,4      | 14,8      | 14,3      | 13,6       | 11         | 5,7        | 128       |
| sendo precipitação ≥ 5 mm             | 1,4        | 0,92      | 2,5        | 4,3        | 6,7       | 6,7       | 6,7       | 7,5       | 6,4       | 5,6        | 4,8        | 2,3        | 55,7      |

Fonte: Environnement Canada.

## Idioma

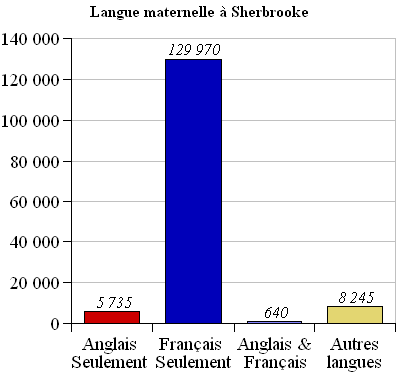
Língua materna em Sherbrooke

Apesar do passado e colonização inglesa, Sherbrooke é hoje uma cidade de maioria francófona. O bairro de Lonnoxville é o mais anglófono da região. Segundo o Statique Canada, os anglófonos são cerca de 4% da população e os francófonos, são 90%.
Apesar disso, a população anglófono cresce mais rápido que a francófona.